# Oberliga Berlin 1962/63
In 1962/63 werd het achttiende en laatste kampioenschap gespeeld van de Berliner Stadtliga, een van de vijf hoogste klassen in het West-Duitse voetbal. Hertha BSC werd kampioen en plaatste zich voor de eindronde om de Duitse landstitel. De club werd derde in de groepsfase.
Na dit seizoen werd de Berliner Stadtliga opgeheven net als de andere vier Oberliga's en vervangen door de Bundesliga. Voor het eerst sinds het ontstaan van het voetbal in Duitsland was er één competitie voor heel het land. Uit de Berliner Stadtliga werd enkel de kampioen geselecteerd, wat tot hevig protest leidde bij Tasmania dat over de afgelopen seizoenen gezien succesvoller was. 

## Eindstand
| Plaats | Club                        | Wed. | W  | G  | V  | Saldo | Ptn. |
| ------ | --------------------------- | ---- | -- | -- | -- | ----- | ---- |
| 1.     | Hertha BSC                  | 27   | 22 | 1  | 4  | 95:34 | 45   |
| 2.     | SC Tasmania 1900 Berlin (K) | 27   | 17 | 5  | 5  | 73:28 | 39   |
| 3.     | Tennis Borussia Berlin      | 27   | 14 | 6  | 7  | 66:36 | 34   |
| 4.     | Spandauer SV                | 27   | 11 | 11 | 5  | 52:37 | 33   |
| 5.     | FC Hertha 03 Zehlendorf     | 27   | 10 | 5  | 12 | 44:54 | 25   |
| 6.     | SC Wacker 04 Reinickendorf  | 27   | 9  | 3  | 15 | 43:59 | 21   |
| 7.     | Berliner FC Südring         | 27   | 7  | 6  | 14 | 43:65 | 20   |
| 8.     | Berliner SV 92              | 27   | 7  | 6  | 14 | 35:66 | 20   |
| 9.     | Berliner FC Viktoria 1889   | 27   | 6  | 6  | 15 | 39:65 | 18   |
| 10.    | SC Tegel (N)                | 27   | 5  | 5  | 17 | 39:85 | 15   |

|  | Kampioen, geplaatst voor nationale eindronde en Bundesliga 1963/64 |
|  | Geplaatst voor Regionalliga Berlin 1963/64                         |
|  | Degradatie naar Amateurliga Berlin 1963/64                         |